# Rob Hopkins
Rob Hopkins es un activista y escritor sobre temas ambientales, con sede en Totnes, Inglaterra. Es más conocido como el fundador y figura decorativa del movimiento Transición, que inició en 2005. Hopkins ha escrito seis libros sobre ambientalismo y activismo.
Según Bill McKibben, "no hay nadie en la tierra que haya hecho más cosas [medioambientales], e inspirado más cosas, que Rob Hopkins".

## Biografía

### Primeros años y educación (1968-1996)
Nacido en Chiswick, Londres, Hopkins creció en Londres hasta los 12 años, cuando se mudó a Wiltshire, donde asistió a St John's School, antes de mudarse a Bristol, donde asistió a la Escuela Waldorf de Bristol durante dos años, seguido de Henbury School para obtener su nivel A. Esto fue seguido por un curso básico de arte en Bower Ashton Art College, también en Bristol.
Desde 1988, pasó dos años y medio viviendo en el Istituto Lama Tsong Khapa, un monasterio budista tibetano en Toscana, Italia, trabajando como administrador de la casa. Luego pasó un año viajando por India, Pakistán (incluyendo una visita al valle de Hunza), China, Tíbet, Hong Kong y luego de regreso a India donde conoció a Emma, quien ha sido su pareja desde entonces. Se establecieron en Bristol, donde Rob obtuvo un título en Calidad Ambiental y Gestión de Recursos en la Universidad del Oeste de Inglaterra, y también realizó su Curso de Diseño de Permacultura.[cita requerida]
Hopkins tiene un título de primera clase con honores en calidad ambiental y gestión de recursos de la Universidad del Oeste de Inglaterra (1993-1996), una Maestría en Ciencias en investigación social (2007) y un doctorado en la Universidad de Plymouth (2011) en el tema de transición ( Localización y resiliencia a nivel local: el caso de Transition Town Totnes Archivado el 6 de diciembre de 2017 en Wayback Machine. ). Es profesor invitado en la Universidad de Plymouth y, en julio de 2013, la Universidad del Oeste de Inglaterra le otorgó un doctorado honoris causa. El 4 de octubre de 2016, la Universidad de Namur le otorgó un doctorado honoris causa.

### Irlanda (1996-2005)

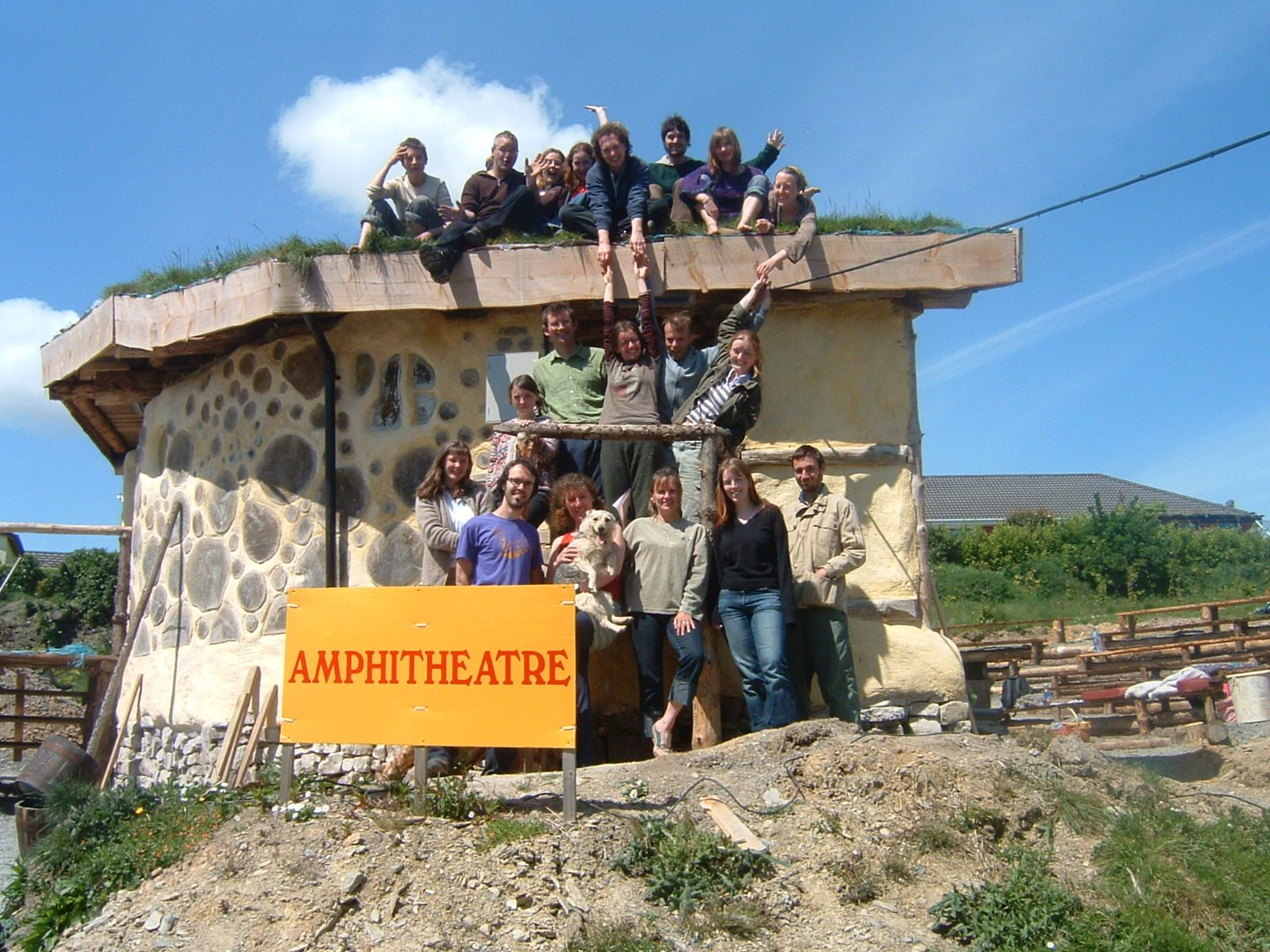
Con estudiantes en Kinsale FEC, julio de 2005.

En 1996, Rob y su familia se mudaron al suroeste de Irlanda, a West Cork. Inicialmente trabajó con An Taisce West Cork, escribiendo e ilustrando un folleto llamado Woodlands for West Cork.. Comenzó a enseñar permacultura, inicialmente como cursos breves, y luego desarrolló cursos completos de diseño, inicialmente como una clase nocturna. Junto con otra familia, él y Emma establecieron Baile Dulra Teoranta, una organización benéfica, con la intención de crear un proyecto de ecoaldea. En 1999, con otra familia, compraron The Hollies, una granja cerca de Castletown, Enniskeane. Después de unos años, se les concedió un permiso de planificación para el desarrollo de una ecoaldea.
En 2001, comenzó e impartió el curso de Sostenibilidad Práctica en Kinsale Further Education College, inicialmente como un curso de un año y luego como el primer curso de Permacultura de dos años en el mundo. Entre 2003 y 2005, sus alumnos construyeron el Wooden O Theatre, un anfiteatro con materiales locales. El Centro Hollies para la Sostenibilidad realizó una serie de cursos de construcción natural y construyó dos nuevas casas de adobe con materiales locales. En octubre de 2004, la casa de Rob y Emma fue destruida por un incendio.
En 2004, tomó conciencia del concepto del pico del petróleo y encomendó a sus alumnos la tarea de aplicar los principios de la permacultura para abordar este desafío. El resultado de este proyecto estudiantil fue el 'Plan de Acción de Descenso de Energía de Kinsale', que se cargó en el sitio web de la universidad. Fue descargado por partes interesadas de todo el mundo. En julio de 2005, Kinsale FEC organizó Fueling the Future Archivado el 5 de julio de 2017 en Wayback Machine., una conferencia sobre el pico del petróleo y sus soluciones.

### Ciudad de transición Totnes (2005-presente)

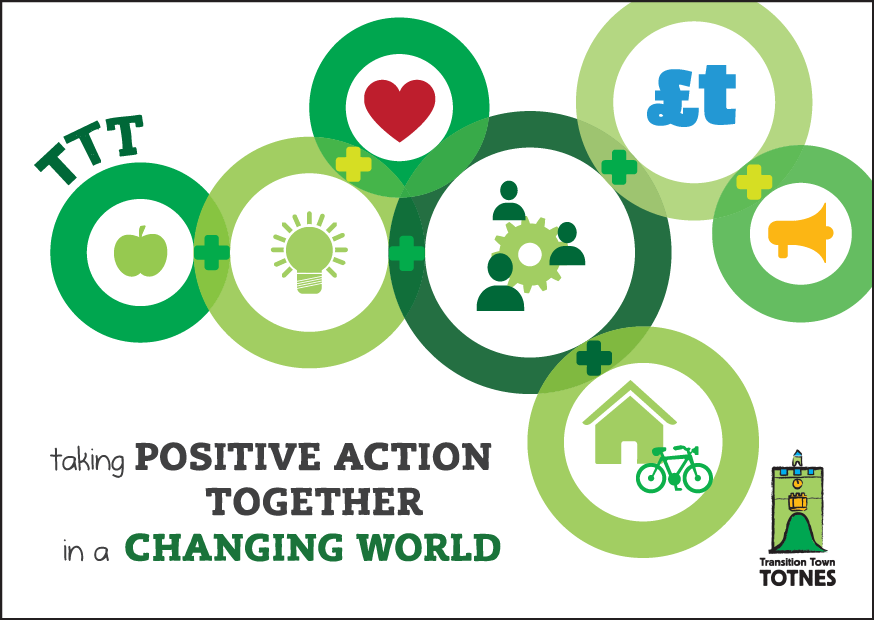
Gráfico TTT de Wordsmith One.

En 2005, Rob y su familia se mudaron a Totnes, Inglaterra, y allí fundaron, junto con Naresh Giangrande, Transition Town Totnes, el primer Transition Town oficial. El proyecto celebró su evento 'Unleashing' en septiembre de 2006. Entonces comenzaron muchos proyectos. Estos incluyen Keeping Totnes Warm; Open Eco Homes y la Feria Eco Home; Hogares de Transición; Transition Streets (que ganó el Premio Ashden 2011 por Cambio de Comportamiento); El Plan de Acción de Descenso Energético de Totnes & District (del cual es coautor); Alimentación en Comunidad; Cultivado en Totnes; Totnes comestibles increíbles; plantación de árboles de nuez; hermanas sórdidas; Habilidades compartidas; Tutoría y Apoyo al Bienestar; el Centro REconomía; Proyecto económico local de Totnes; el Foro de Empresarios Locales; la Libra Totnes ; Festival de Cine de Transición de Totnes; Cineclub TTT; Dr bicicleta; Caring Town Totnes; y recorridos de transición.
El presentador de televisión Nicholas Crane, en un episodio de su serie Town, visitó Totnes y declaró: "Esta es la idea urbana más grande del siglo. Un plan visionario y práctico que echó raíces en una ciudad y está dando la vuelta al mundo". Michael Portillo, en Great British Railway Journeys, visitó Totnes y gastó una libra de Totnes. Westlife apareció una vez en The One Show, mostrándose Totnes Pounds.
Rob Hopkins también presentó la Libra Totnes en el documental Tomorrow (Demain) (2015).

## Red de transición (2007-presente)

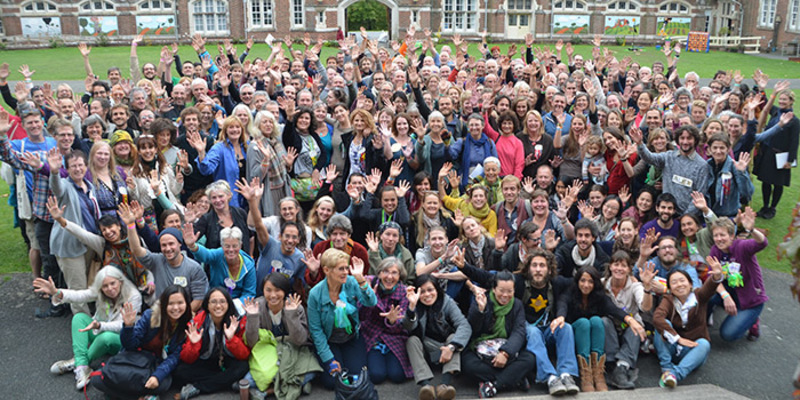
Conferencia Internacional de la Red de Transición, 2015.

En 2007, con Peter Lipman y Ben Brangwyn, Hopkins fundó Transition Network, una organización benéfica diseñada para apoyar las numerosas iniciativas de transición que surgen en todo el mundo, inspiradas en los procesos iniciados en Kinsale y Totnes. Transition Network tiene su sede en Totnes. Hay iniciativas de Transición en más de 50 países alrededor del mundo, en alrededor de 1.400 comunidades. Transition Network ha realizado siete conferencias: Nailsworth (2007); Colegio Real de Agricultura, Cirencester (2008); Centro de Artes de Battersea (2009); Dame Hannah's en Seale Hayne (2010); Universidad Hope, Liverpool (2011); Centro de Artes de Battersea (2012); y Dame Hannah's en Seale Hayne (2015).

## Negocios

### New Lion Brewery
Hopkins es fundador y director de New Lion Brewery, una cervecería artesanal de empresa social en Totnes. New Lion Brewery se basa en los cimientos de la sostenibilidad, la rentabilidad, la comunidad y la innovación. En 2015, su "Pandit IPA" fue votada como la 17.ª cerveza más caliente de Gran Bretaña.

### Atmos Totnes
Hopkins es uno de los directores de Atmos Totnes, un desarrollo dirigido por la comunidad iniciado por Totnes Community Development Society. Atmos Totnes es la remodelación del antiguo sitio de Dairy Crest en Totnes como un desarrollo de uso mixto en propiedad de la comunidad. Será uno de los primeros, y más ambiciosos, usos de una Orden de Derecho Comunitario para Construir, a través de un referéndum que tendrá lugar en junio de 2016.

## Obras
Hopkins ha escrito o colaborado en seis libros sobre el movimiento de Transición:
- El manual de transición (2008)
- El compañero de transición (2011)
- El poder de simplemente hacer cosas (2013)
- 21 Historias de Transición (2015).[14][15]
- ISBN 9781645020288
- ISBN 9782330081256

## Premios y reconocimientos
- Su blog Transition Culture fue votado como el cuarto mejor blog verde en el Reino Unido (2007).[16][17]
- Ganador del Premio Schumacher de 2008.[18]
- Uno de los 100 ecologistas principales del Reino Unido, según The Independent (2008).[15]
- Ganador del Premio Ético Observer 2009, categoría Activista de Base.[19]
- Ganador del Premio 'Héroe de la Comunidad Verde' 2009 de Energy Saving Trust/The Guardian.[20]
- Ashoka Fellow desde 2009.[21]
- Ganador del Premio de Diseño Curry Stone de 2009.
- Fellow del Post Carbon Institute.[22]
- Miembro Visitante de la Universidad de Plymouth.[23]
- Su cuenta de Twitter clasificada en el puesto 11 en la lista de Conductores de Sostenibilidad impulsada por PeerIndex (2011.)[24]
- Uno de los "50 Nuevos Radicales de Gran Bretaña" según NESTA/The Observer (2012).[25]
- Aceptó el primer premio en el Premio de la Sociedad Civil del Comité Económico y Social Europeo en nombre del movimiento Transition Towns (2012).[26]
- En julio de 2013, recibió un doctorado honorario de la Universidad del Oeste de Inglaterra.[27]
- En diciembre de 2014, recibió el Premio People Environment and Achievement (PEA) por 'Campañero del Año'.[28]
- El 4 de octubre de 2016, recibió un doctorado honorario de la Universidad de Namur.